# 什皮季基
50°25′3″N 30°7′40″E / 50.41750°N 30.12778°E

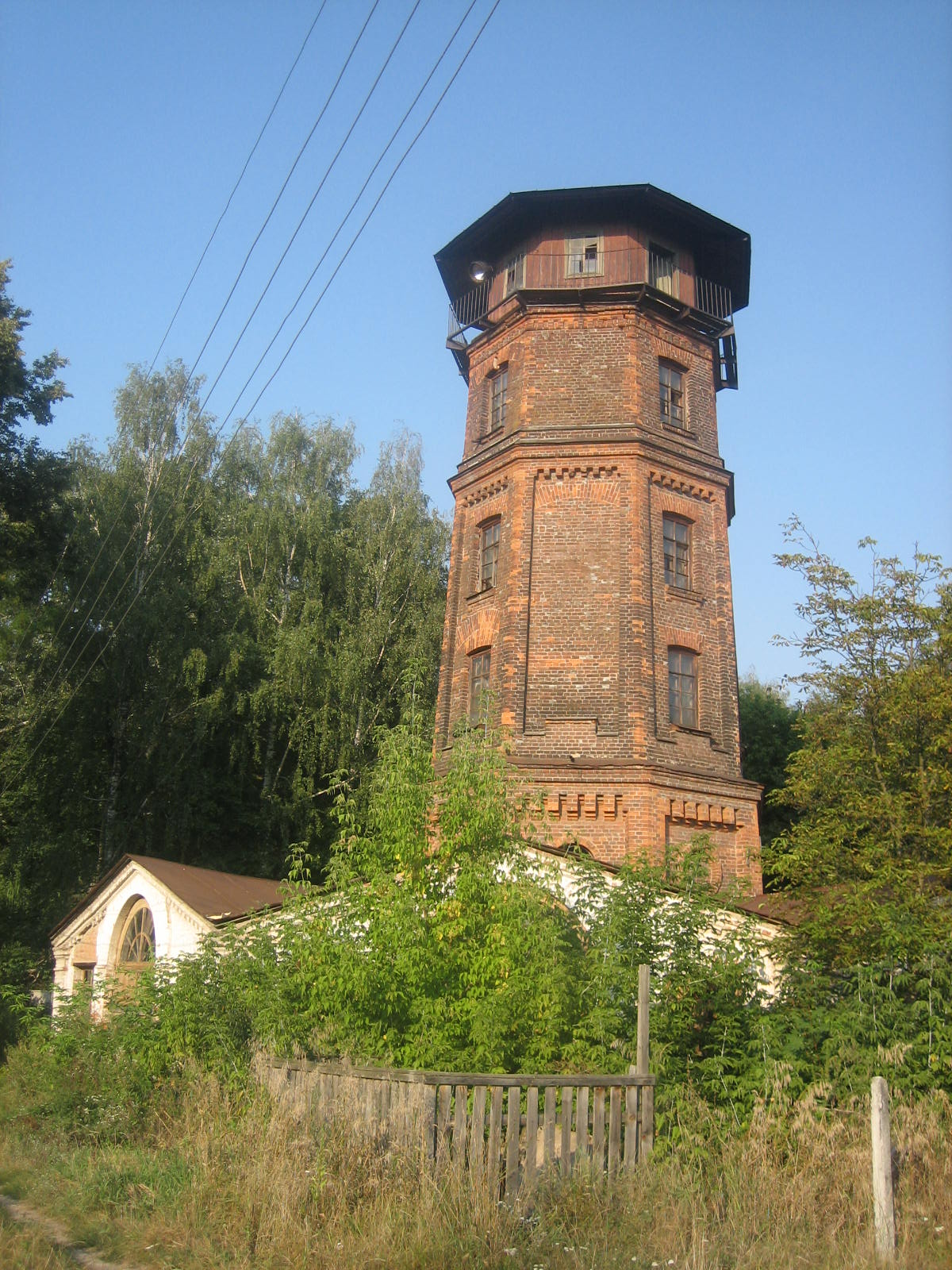
水塔

什皮季基（烏克蘭語：Шпитьки）是位於烏克蘭北部的村莊，由基辅州布恰区的德米特里夫卡市鎮負責管轄。該村始建於1735年，面積5平方公里，海拔高度172米，2001年人口2,289，人口密度每平方公里457.8